# Адміністративний устрій Донецького району
Адміністративний устрій Донецького району— адміністративно-територіальний поділ Донецького району Донецької області на 1 громаду міста обласного значення, 6 територіальних громад, які об'єднують 152 населених пунктів. Адміністративний центр — місто Донецьк.

## Список громадДонецького району
| № | Назва                        | Центр          | Населені пункти | Площа км² | Місце за площею | Населення (2001), чол. | Місце за населенням |
| - | ---------------------------- | -------------- | --- | --------- | --------------- | ---------------------- | ------------------- |
| 1 | Донецька міська громада      | м. Донецьк     | м. Донецьк м. Моспине с. Бирюки с. Вербова Балка с. Гришки с-ще Горбачево-Михайлівка с. Кисличе с-ще Ларине с. Михайлівка с. Новодвірське с-ще Олександрівка с. Павлоградське с-ще Старомихайлівка с. Темрюк |           |                 |                        |                     |
| 2 | Амвросіївська міська громада | м. Амвросіївка | м. Вуглегірськ с. Артемівка с. Білоярівка с. Благодатне с. Виселки с. Василівка с. Велике Мішкове с. Верхньоєланчик с. Вільхівчик с. Григорівка с. Дзеркальне с. Єлизавето-Миколаївка с. Житенко с. Жукова Балка с. Калинове с. Катеринівка с. Квашине с. Кленівка с-ще Копані с. Кринички с. Калинове с. Карпово-Надеждинка с. Киселівка с. Комишуваха с. Кошарне с. Красний Луч с. Лисиче с. Мережки с. Мала Шишівка с. Манич с. Мокроєланчик с. Нижньокринське с-ще Новоамвросіївське с. Новоєланчик с. Новоіванівка с. Новоклинівка с. Новоукраїнське с. Обрізне с. Овочеве с. Олексіївське с. Ольгинське с. Петренки с. Побєда с. Павлівське с. Петропавлівка с. Родники с. Рубашкине с. Свободне с. Сергієве-Кринка с. Степне с. Садове с. Свистуни с. Семенівське с. Сіятель с. Трепельне с. Улянівське с. Успенка с. Харківське |           |                 |                        |                     |
| 3 | Іловайська міська громада    | м.Іловайськ    | м.Іловайськ с. Агрономічне с. Бондаревське с. Верхньоосикове с. Виноградне с. Вербівка с. Грабське с. Григорівка с. Зелене с. Кобзарі с. Металіст с. Многопілля с-ще Попова Балка с. Придорожнє с. Покровка с. Полтавське с. Русько-Орлівка с. Садове с. Степано-Кринка с. Третяки с. Федорівка с. Червоносільське |           |                 |                        |                     |
| 4 | Макіївська міська громада    | м. Макіївка    | м. Макіївка с. Алмазне с. Василівка с-ще Велике Оріхове с-ще Високе с-ще Вугляр с. Верхня Кринка с-ще Грузько-Зорянське с-ще Грузько-Ломівка с-ще Гусельське с-ще Землянки с-ще Колосникове с-ще Кринична с. Красна Зоря с. Леб'яже с-ще Липське с-ще Лісне с. Липове с-ще Маяк с-ще Межове с. Монахове с. Молочарка с-ще Нижня Кринка с. Новий Світ с. Новомар'ївка с. Новоселівка с. Оріхове с-ще П'ятипілля с-ще Тихе с. Холмисте с-ще Холодне с. Шевченко с-ще Ясинівка |           |                 |                        |                     |
| 5 | Харцизька міська громада     | м. Харцизьк    | м. Харцизьк м. Зугрес с-ще Благодатне с-ще Ведмеже с-ще Водобуд с-ще Гірне с. Дубівка с-ще Зуївка с. Золотарівка с-ще Миколаївка с. Новомиколаївка с. Новопелагіївка с-ще Покровка с. Півче с-ще Троїцько-Харцизьк с. Цупки с-ще Шахтне с-ще Широке |           |                 |                        |                     |
| 6 | Ясинуватська міська громада  | м. Ясинувата   | м. Ясинувата с. Веселе с-ще Каштанове с-ще Крута Балка с-ще Мінеральне с. Спартак с. Яковлівка |           |                 |                        |                     |